# Preußische S 5
In der Gattung S 5 waren verschiedene Bauarten von 2'B-Schnellzug-Verbunddampflokomotiven der Preußischen Staatseisenbahnen zusammengefasst. Ein Teil der Maschinen hatte Zweizylinder- und der andere Vierzylinder-Verbund-Triebwerke.
Die Untergattung S 5.2 wurde nach 1924 als Baureihe 13.6–8  von der Deutschen Reichsbahn übernommen.

## S 5.1 (Bauart de Glehn)

### Erste Versuchslokomotive von 1894
Die erste Probelokomotive der Gattung S 5.1  wurde 1894 nach dem Vorbild der Schnellzuglokomotiven gebaut, die von Alfred de Glehn bei der französischen Nordbahn entwickelt wurden. Kennzeichnend für diese Bauart war das Vierzylinder-Verbund-Triebwerk, bei dem die äußeren Zylinder den zweiten und die innenliegenden Zylinder den ersten Kuppelradsatz antrieben. Die Lokomotive mit einem Treibraddurchmesser von 2.150 mm war als Flachland-Schnellzuglokomotive vorgesehen. Die 1894 von Grafenstaden als Berlin 37 gelieferte Lokomotive blieb ein Einzelstück und wurde anfangs als Hofzuglokomotive des deutschen Kaisers eingesetzt. Ab 1896 wurde sie als Erfurt 37 und später als S 5 Erfurt 501 auf der Strecke Halle–Erfurt–Bebra eingesetzt. Die Lokomotive war anfangs ihren französischen Vorbildern sehr ähnlich. Bei spätere Umbauten wurde das französische Führerhaus durch ein typisch preußisches ersetzt und die Kesselaufbauten wurden den preußischen Normen angeglichen. Die Lokomotive wurde 1916 ausgemustert.

### Die Serienlokomotiven

Preußische S 5.1 Bauart de Glehn in Serienausführung

Da auch weiterhin leistungsfähige Schnellzuglokomotiven benötigt wurden, beschaffte die Preußische Staatseisenbahn in den Jahren 1902 und 1903 insgesamt 22 weitere Lokomotiven der Bauart de Glehn. Sie wurden von Grafenstaden (zehn Stück) und Henschel (zwölf Stück) an die Direktionen Altona, Erfurt und Magdeburg geliefert und dort im mittelschweren Schnellzugdienst eingesetzt. Sie besaßen den in Preußen üblichen Treibraddurchmesser von 1980 mm. Die Ausmusterung erfolgte bis 1920, eine Maschine blieb nach dem Ersten Weltkrieg in Polen (als Reihe Pd3).
Auch die Reichseisenbahnen in Elsaß-Lothringen beschafften zwischen 1902 und 1913 insgesamt 54 Lokomotiven dieses Typs (siehe Elsaß-Lothringische S 5).
Diese Maschinen waren mit etwas größeren Schlepptendern der Bauart 2’2’ T 16 ausgestattet.

## S 5.1 (Bauart von Borries)
Die Fahrzeuge der Bauart von Borries, bei der im Gegensatz zur Bauart de Glehn alle vier Zylinder auf die erste Kuppelachse wirkten, waren als Ersatz für die Maschinen der Gattung S 3 gedacht. Die Hanomag hat in den Jahren von 1900 bis 1903 alle 17 Exemplare hergestellt. Sie waren für den Schnellzugdienst auf der Strecke Berlin–Stendal–Hannover vorgesehen. Später wurden sie auch auf den nach Bremen führenden Strecken eingesetzt. Eine Lok erhielt 1900 auf der Weltausstellung in Paris einen Preis; dennoch erfüllte diese Bauart nicht die in sie gesetzten Erwartungen. Als die Preußische S 7 zur Verfügung stand, wurde die S 5.1 auf weniger wichtige Strecken verdrängt. Ursprünglich besaßen die Maschinen einen domförmigen Hauptluftbehälter hinter dem Schornstein, nachdem aber ein solcher explodiert war, wurden auf dem Kessel liegende Hauptluftbehälter angebracht.
Die Fahrzeuge wurden bis kurz nach dem Ersten Weltkrieg ausgemustert und gelangten nicht mehr zur Deutschen Reichsbahn.

## S 5.2 (DR-Baureihe 13.6–8)
Weil die verschiedenen Lokomotiven der Gattung S 5.1 die in sie gesetzten Erwartungen nicht erfüllten, wurde von der AG Vulcan Stettin schließlich die bewährte, aber in der Leistung nicht mehr ausreichende S 3 in einer verstärkten Ausführung gebaut, wobei vor allem ein größerer, höher liegender Kessel und größere Zylinder verwendet wurden. Diese Lokomotiven wurden zunächst als verstärkte S 3 bezeichnet, ab 1911 als S 5.2. Acht Lokomotiven wurden versehentlich aber auch nach 1911 als S 3 geführt.
Die Preußischen Staatseisenbahnen schafften zwischen 1905 und 1911 insgesamt 367 von Vulcan und Schichau gebaute Fahrzeuge dieses Typs an. Auch die Lübeck-Büchener Eisenbahn bestellte sieben Exemplare und die Oldenburgische Staatsbahn 11. Letztere waren mit Lentz-Ventilsteuerung ausgestattet (siehe Oldenburgische S 5).
Von den preußischen S 5.2 hatte die Deutsche Reichsbahn 1923 noch 301 als 13 601–647 und 13 651–904 in ihren Umzeichnungsplan übernommen, 1925 erhielten noch 200 die Betriebsnummern 13 651–850. Sie wurden zwischen 1928 und 1931 ausgemustert.
Im Zweiten Weltkrieg kamen weitere 22 S 5.2 aus Polen (PKP-Reihe Pd4) als 13 002–021, 13 303 und 13 338 in den Bestand der Reichsbahn. Die Lokomotiven, die sich davon nach 1945 in der DDR befanden, wurden 1955/56 an Polen zurückgegeben.
Die Lokomotiven wurden mit Tendern der Bauart pr 2’2’ T 16 und pr 2’2’ T 21,5 ausgestattet.

### Die S 5.2 der Lübeck-Büchener Eisenbahn

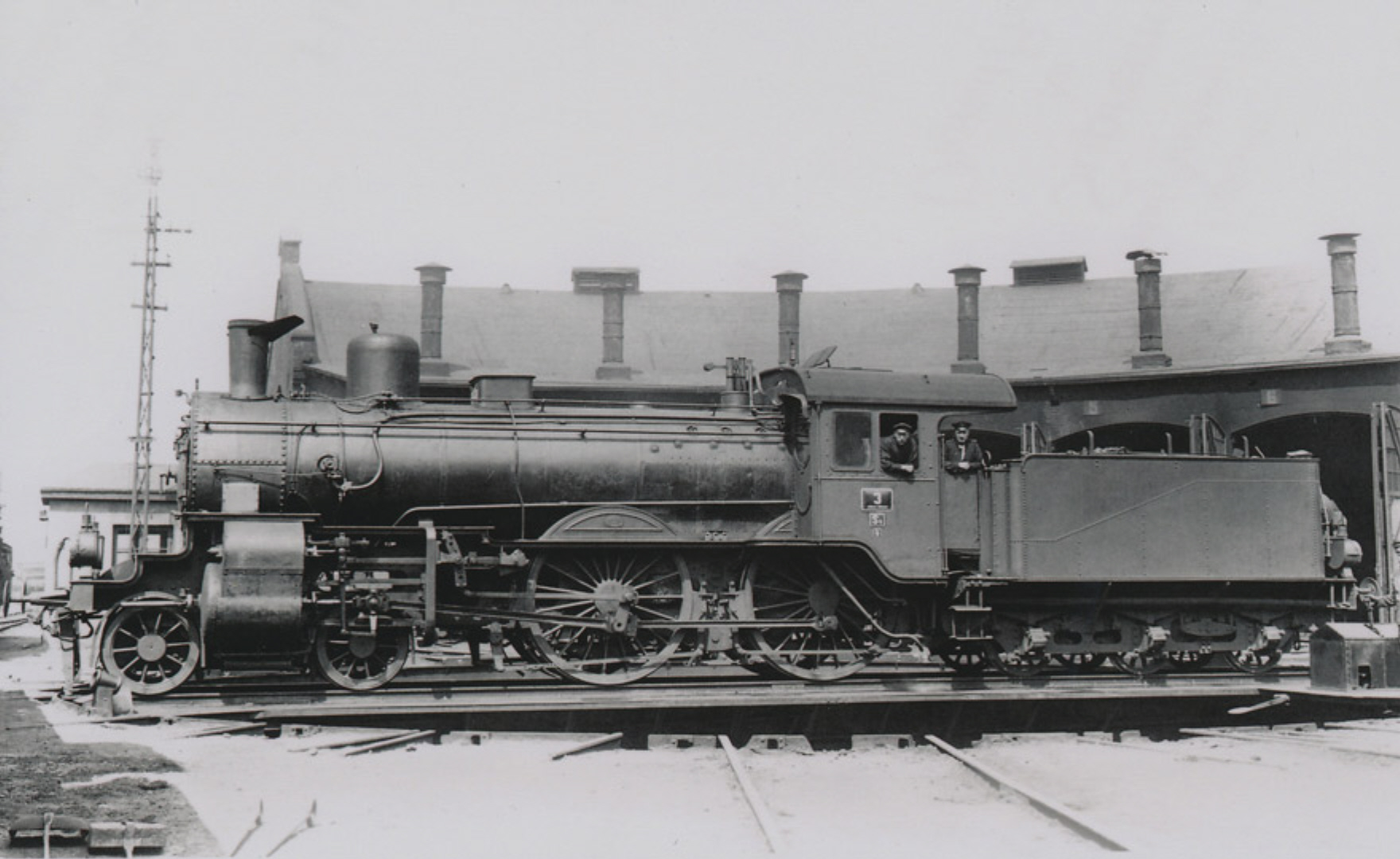
S 5 der LBE

Nach dem Erfolg der S 5.2 bei der Preußischen Staatseisenbahnen beschaffte auch die Lübeck-Büchener Eisenbahn Lokomotiven dieses Typs für den Schnellzugverkehr. Es wurden in den Jahren von 1907 bis 1911 insgesamt sieben Lokomotiven gebaut, die aber im Gegensatz zu den preußischen S 5.2 einen kleineren, dreiachsigen Tender besaßen. Bis auf eine wurden sie bis 1931 ausgemustert, nur die letzte der Serie wurde 1938 noch von der Reichsbahn übernommen und in 13 001 umgezeichnet. Sie ging 1944 in Polen verloren.